# Judith de Franconie
Judith de Franconie ou Judith de Souabe (en hongrois : Sváb Judit, en polonais : Judyta Szwabska ; 1054 – après 1118), plus jeune fille d'Henri III dit Henri III le Noir, empereur germanique, et de sa deuxième épouse, Agnès d'Aquitaine, fut successivement reine de Hongrie (1063–1074) et duchesse de Pologne (1089–1102) à la suite de ses deux mariages.

## Famille
Probablement née au palais impérial de Goslar, Judith (également nommée Judith Maria ou Judith Sophia par certaines sources) était la plus jeune des six enfants nées du mariage de l'empereur Henry III avec Agnès, fille du duc Guillaume V d'Aquitaine. Ses sœurs sont Adélaïde, future abbesse de Quedlinburg et Gundersheim, Gisèle, décédée jeune, avant la naissance de Judith et Mathilde, future épouse du duc de Souabe Rodolphe de Rheinfelden. Elle a également deux frères, Henri IV, qui succédera à son père à la tête du saint Empire romain en 1056, et Conrad II, décédé dans l'enfance. Du premier mariage de son père avec Gunhild de Danemark, Judith a par ailleurs une demi-sœur, Béatrice, abbesse de Quedlinburg et Gandersheim.

## Reine de Hongrie
Peu de temps après sa naissance, le 9 avril 1054, Judith fut fiancée au prince capétien Philippe de France, fils aîné et héritier du roi Henri Ier. Toutefois, après la mort de l'empereur Henri III le 5 octobre 1056, pendant la régence de l'impératrice Agnès au nom de son fils mineur Henri IV, les fiançailles furent rompues en septembre 1058 à l'occasion de la conclusion d'un traité de paix avec le roi André Ier de Hongrie. Le défunt empereur Henri III s'était lancé dans deux campagnes contre la Hongrie, qui s'étaient toutes deux soldées par un échec, en 1051 et 1052. Le pape Léon IX avait alors ménagé un accord incluant les fiançailles entre Judith et le fils et héritier du roi de Hongrie, le jeune prince Salomon, à la cour de Bavière installée à Ratisbonne (à la mort du roi André Ier en 1060, sa veuve et ses fils s'étaient réfugiés en Allemagne). Grâce à son puissant beau-frère, Salomon parvint à récupérer le trône de Hongrie après la mort de son oncle, Béla Ier, en 1063, épousant Judith dans la foulée à Székesfehérvár.
Ce mariage fut un échec et il semble que tant le roi que la reine multiplièrent les aventures extra-conjugales. Il ressort de certaines sources que le couple eut néanmoins une fille, Sophie, qui épousa par la suite le comte Popon de Berg-Schelklingen. Si cette parenté est prouvée, elle fait de Judith l'arrière-grand-mère de Salomé de Berg, seconde épouse de Bolesław III Bouche-Torse, son futur beau-fils.
Dans les années 1070, le roi Salomon entra en conflit avec les fils de feu Béla Ier. Le 14 mars 1074, à la bataille de Mogyoród, l'armée royale fut défaite par celle de ses cousins et leurs alliés, les ducs de Pologne et de Bohême. Judith s'enfuit en Allemagne tandis que Salomon continuait son combat pour le trône de Hongrie. En 1077, réfugié à Moson, il abdiqua en faveur de son cousin Ladislas Ier en échange de vastes territoires (1081). En dépit de cela, Salomon ne renonça jamais à ses prétentions et commença à comploter contre Ladislas. Ses plans furent découverts et il fut emprisonné par le roi dans la tour de Visegrád jusqu'au 15 août 1083, date de sa libération à la faveur de la canonisation d'Étienne Ier, premier roi de Hongrie.
Judith resta en Allemagne pendant cette période, plus précisément à Ratisbonne, où elle séjourna de 1074 à 1088. À sa libération, Salomon tenta de rejoindre sa femme mais celle-ci refusa de le recevoir. Après une longue errance, il finit par établir une alliance avec Kuteshk, le chef d'une tribu de Petchénègues installée dans ce qui allait devenir la principauté de Moldavie. Il en épousa la fille aux alentours de 1084-1085, devenant ainsi bigame. Salomon promit une partie de son royaume de Hongrie en échange de l'assistance militaire de son nouveau beau-père et en 1085, Salomon mena ses troupes au combat contre la Hongrie. Battu par le roi Ladislas, il trouva la mort deux ans plus tard, en 1087, lors d'une campagne petchénègue contre l'empire byzantin, près d'Hadrianopolis.

## Duchesse de Pologne
En 1089, Judith se remaria avec Ladislas Ier Herman, duc de Pologne. Cette union fut d'un grand bénéfice pour les relations germano-polonaises : à cette occasion, l'empereur Henri IV commanda à l'abbaye de St Emmeran à Ratisbonne les livres de l'Evangile à destination de la cour polonaise, aujourd'hui conservés dans la bibliothèque du chapitre de la cathédrale de Wawel, à Cracovie.
Après son mariage, Judith prit le nom de Sophia, peut-être pour se distinguer de Judith de Bohême, la première femme de Ladislas, à qui elle donna 4 filles.
Son influence sur la politique polonaise est avérée. On rapporte qu'elle fut la maîtresse du comte palatin Sieciech, qu'elle aida largement à prendre le contrôle du pays. Elle et son amant furent probablement à l'origine de la mort dans des circonstances mystérieuses de Mieszko Bolesławowic. Avec l'aide de Sieciech, Judith parvint à convaincre son mari d'envoyer le fils aîné de ce dernier, Zbigniew (manifestement en bonne position pour succéder à Ladislas en dépit de sa naissance illégitime) à l'abbaye de Quedlinburg, auprès de l'abbesse Adélaïde. Ils tentèrent également d'établir une alliance avec le seul fils légitime de Ladislas, Bolesław, issu de son mariage avec la princesse bohème. Mais Bolesław et Zbigniew découvrirent les plans de Judith et Sieciech et s'allièrent pour les contrer : ils exigèrent que les rênes du pays leur soient donnés et Sieciech fut bientôt battu, déposé et exilé (1100). Le 4 juin 1102, Ladislas mourut, laissant le duché partagé à moitié entre Bolesław III et Zbigniew.
La date de la mort de Judith fut très discutée chez les historiens : s'ils s'accordent sur le jour du 14 mars, l'année est beaucoup plus incertaine. Plusieurs sources donnent une date située entre 1092 et 1096 mais cela semble peu probable puisqu'elle aurait établi un accord avec Bolesław III autour de 1105, accord qui lui donnait de riches terres en douaire contre sa neutralité dans le conflit qui opposait le duc à son demi-frère Zbigniew. Elle mourut donc nécessairement après cette date. Gerard Labuda a établi que Judith passa les dernières années de sa vie à Ratisbonne auprès de sa fille (supposée), Adélaïde, épouse du comte de Vohburg. La date du mariage de ces derniers étant située entre 1110 et 1118, il est probable que Judith soit morte après cette date, à un âge relativement avancé. Elle est enterrée à l'abbaye d'Admont, en Autriche.

## Mariage et descendance
1. Autour de 1065-1066 : Salomon, roi de Hongrie (1053 – 1087), d'où :
- Sophia (? - 1100), qui épousa le comte Popon de Berg-Schelklingen, d'où Henri Ier de Berg-Schelklingen ;

2. En 1088 : Ladislas Ier, duc de Pologne (1044 – 4 juin 1102), d'où :
- Sophia (1089 – morte avant le 12 mai 1112), qui épousa avant 1108 Iaroslav Sviatopolk, prince de Volhynia, fils de Sviatopolk II de Kiev,
- Agnès (1090 – 29 décembre 1127), abbesse de Quedlinburg (1110) et Gundersheim (1111),
- Adélaïde (1091 – 25/26 mars 1127), qui épousa avant 1118 le comte Thierry III de Vohburg, margrave de la Marche du Nord,
- une fille (1092 – morte après son mariage vers 1111), qui épousa aux alentours de 1111 un seigneur polonais.